# Giske
Giske er en økommune på Sunnmøre i Møre og Romsdal fylke i Norge, lige nord og vest for Ålesund og vest for Haram. I syd ligger kommunerne Sula, Hareid og Ulstein.
Kommunen består af de to flade øer Giske og Vigra, øerne Godøya og Valderøya, samt en række mindre øer. Kommunecenteret ligger på Valderøya, som er den mest folkerige ø, mens Vigra er den største ø. Hovederhverv i kommunen er fiskeri og landbrug, fiskeopdræt og lidt mekanisk industri.

## Kommunikation
Der er broforbindelse mellem Vigra og Valderøya over Gjøsund. Fra Valderøy går der en tunnel til Ålesund (via Kverve, Ellingsøy). Der er bro til Giske fra Valderøy og tunnel fra Giske til Godøy. Alnestunnelen på Godøy åbnede i december 2006.
Ålesund Lufthavn ligger på Vigra.

## Historie
Skjonghelleren på Valderøya er et værdifuldt oldtidsminde med aflejringer som blandt andet viser hvordan den magnetiske Nordpol har ændret sig. Man har også fundet rester af fugle og dyr som er omkring 30.000 år gamle. Der er også fundet 10.000 år gamle spor efter mennesker.
Øerne har også flere minder fra vikingetiden. På Giske ligger en af de ældste herregårdene i Norge. Den var hjemsted for den mægtige Giske-slægt eller Arnungerne fra 900-tallet til 1582. Giske kapel, klædt i hvidt marmor, vidner om rigdommen på øen i 1100-tallet.
Både Ragnvald Mørejarl og hans søn Gange-Rolv var ifølge traditionen fra Giske. Ifølge norsk og islandsk tradition er Gange-Rolv identisk med den historiske Rollo der grundlagde den Normanniske hertugrække.